# The Beauty of Gemina
The Beauty of Gemina est un groupe suisse de rock, dont les membres sont liechtensteinois.

## Histoire

### Débuts
The Beauty of Gemina est formé après la séparation de l'ancien groupe de Michael Sele, Two Tunes, et du groupe Nuuk. L'essor de la scène musicale commence avec le premier album Diary of a Lost. Le groupe a un succès no 1 dans les charts gothiques mondiaux avec la chanson Suicide Landscape. Un clip est ensuite tourné sur le San Bernardino Pass pour ce tube qui s'impose également dans les discothèques. La vidéo figure dans la rotation quotidienne de la télévision suisse et est également diffusée sur VIVA.
Au printemps 2008, The Beauty of Gemina joue au Hallenstadion de Zurich en première partie des Smashing Pumpkins. En mai, ils font une apparition au Wave-Gotik-Treffen à Leipzig. Après une tournée avec le groupe allemand de rock ASP et quelques concerts en Angleterre, leur deuxième album A Stranger to Tears sort en 2008. Il sort en Suisse sous le propre label du groupe tBoG Music, et en Allemagne et en Autriche, le LP est distribué par Danse macabre. This Time est sélectionné pour un clip vidéo qui est à nouveau diffusé sur VIVA Suisse et la télévision suisse. A Stranger to Tears reste dans les Deutschen Alternative Charts (DAC) pendant huit semaines et est no 3 pendant trois semaines.
The Beauty of Gemina rend la chanson Sacrificed to the Gods de leur troisième album disponible en téléchargement gratuit à la fin 2009. Le 26 mars 2010, le groupe sort son troisième album At the End of the Sea. La couverture et les autres photos sans les membres du groupe sont prises par la photographe britannique Melanie Clarke. Les photos de relations publiques du groupe sont prises par Manuel Vargas à Hambourg. Un clip est tourné pour le titre Rumours, pour lequel le groupe a travaillé avec le réalisateur Can Isik.

### Années 2010
En 2010, le groupe signe avec Universal Music Suisse. Au printemps 2011, The Beauty of Gemina effectue une tournée en Allemagne avec Unheil. Des séquences filmées sont capturées pendant la tournée et transformées en clips en direct. En août 2010, The Beauty of Gemina se produit au festival M'era Luna 2011. Le quatrième album Iscariot Blues sort le 13 janvier 2012,. L'album acoustique The Myrrh Sessions sort en février 2013, qui réinterprète principalement des morceaux existants.
Le 21 février 2014, un autre album, Ghost Prayers, sort. La représentation au festival M'era Luna à l'été de la même année a été diffusée par la chaîne de télévision allemande Eins Plus Live. Mariannah et Darkness, deux chansons de cet album, sont interprétées visuellement par le réalisateur Can Isik. Les concerts à travers l'Europe se terminent par une tournée acoustique (musiciens invités : Eva Wey - violon et Raphaelcast - violoncelle), qui culmine au club de jazz Moods à Zurich et sort sur CD, DVD et Blu-Ray. Live at Moods - A Dark Acoustic Night est réalisé par Marcello Naef.
En 2015 sort Anthology Vol. 1, une compilation de morceaux enregistrés en studio et en live. Il y a à la fois des chansons rock et acoustiques sur ce CD, la version abrégée de Darkness étant une version pour piano acoustique mise en avant. La deuxième édition du livre de Michael Sele, The Beauty of Gemina Lyrics from 2007 to 2014, est également publiée en 2015, une collection complète de toutes les paroles originales de chansons avec une traduction allemande de Sylvia Stürzer-Frick. L'ouvrage est enrichi de nombreuses photos inédites. La version de couverture de Crossroads (à l'origine par Calvin Russell) est sortie en pré-single pour le prochain album Minor Sun le 27 mai 2016. Le clip, filmé et produit par Tonio Krüger (Mauve Pictures Filmproduktion), reçoit 7 prix internationaux et 3 nominations pour le meilleur clip.
Le 2 septembre 2016, le dernier ouvrage de The Beauty of Gemina, Minor Sun, sort sous format CD et double LP. En Suisse, l'album atteint le no 25 des charts et le no 2 des charts alternatifs allemands. Le concept et la conception artistique de l'album ainsi que le renouvellement et le développement du logo du groupe sont réalisés par Mario Frick et Janto Lenherr. La photo de couverture est prise par la photographe belge Sanne de Wilde. Minor Sun - Live in Zurich sort le 17 mars 2017 en double CD, DVD et Blu-ray sous la direction de Lukas Hambach Frameshock Productions,.
Au printemps 2017, The Beauty of Gemina donne ses premiers concerts en Amérique du Sud. Le programme de la tournée comprend le Mexique, Guadalajara et São Paulo. Une tournée acoustique à travers l'Allemagne, la Suisse et le Liechtenstein suit à l'automne 2017. Il y avait les musiciens invités Eva Wey (violon), RaphaelZwei (violoncelle) et le saxophoniste Eyjólfur Þorleifsson de Reykjavik.
Avant la sortie du 8e album studio Flying with the Owl le 12 octobre 2018,,, The Beauty of Gemina part en tournée à travers l'Allemagne et la Suisse. En plus de classiques comme Into Black et Darkness, la setlist comprenait également 10 chansons du nouvel album de Michael Sele.

### Années 2020
Flying with the Owl SOLO sort le 28 mai 2020 : juste voix et guitare, Michael Sele chante quatre chansons du dernier album studio. Les singles The World is Going On, Apologize et A Night Like this sortent sous forme de vidéos avant la sortie du 9e album studio Skeleton Dreams le 4 septembre 2020 (12 nouvelles chansons, une reprise et un remix). Ici, The Beauty of Gemina mélange les styles wave, blues et indie folk.
Fabio Angehrn produit la vidéo Friends of Mine, sortie le 26 novembre 2020. En janvier 2021, la première édition du livre Michael Sele Lyrics 2007-2020 est publiée, 96 paroles de chansons en anglais avec une traduction en allemand de Sylvia Stürzer-Frick.

## Discographie

### Albums studio
- 2007 : Diary of a Lost
- 2008 : A Stranger to Tears
- 2010 : At the End of the Sea
- 2012 : Iscariot Blues (37e place des charts suisses[5])
- 2013 : The Myrrh Sessions (album acoustique)
- 2014 : Ghost Prayers (42e place des charts suisses[5])
- 2016 : Minor Sun (25e place des charts suisses[5])
- 2018 : Flying with the Owl (60e place des charts suisses[5])
- 2020 : Flying with the Owl SOLO (EP)
- 2020 : Skeleton Dreams (21e place des charts suisses[5])
- 2020 : Songs of Homecoming (21e place des charts suisses[5])

### Compilations et albums live
- 2015 : Anthology Vol 1
- 2015 : Live at Moods - A Dark Acoustic Night
- 2017 : Minor Sun - Live in Zurich
- 2021 : Michael Sele - Studio Live Session

### DVD
- 2008 : Pictures of a Lost
- 2015 : Live at Moods - A Dark Acoustic Night
- 2017 : Minor Sun - Live in Zurich

### Clips
- 2006 : Suicide Landscape
- 2008 : This Time
- 2008 : Into Black
- 2010 : Rumours
- 2010 : Galilee Song
- 2012 : Stairs
- 2013 : Dark Rain
- 2013 : Mariannah
- 2014 : Darkness
- 2016 : Crossroads
- 2017 : Silent Land
- 2018 : Ghosts
- 2019 : River (Lyric Video)
- 2020 : The World Is Going On (Lyric Video)
- 2020 : Acoustic Set Solo 2020
- 2020 : Apologise
- 2020 : A Night Like This
- 2020 : Friends of Mine
- 2023 : When the Night is Back in Me
- 2023 : One Step to Heaven
- 2024 : Whispers of the Seasons
- 2024 : Veil of Rain